# Songs for the Deaf
Songs for the Deaf (с англ. — «Песни для глухих») — третий студийный альбом американской группы Queens of the Stone Age. Выпущен 27 августа 2002 года. В записи альбома участвовал лидер группы Foo Fighters и барабанщик Nirvana Дэйв Грол.

## Создание

### Авторы
Songs for the Deaf — первый альбом в котором Дэйв Грол заменяющий Ена Траутмана исполнял ударные партии не только при записи, но и будучи в туре с Queens of the Stone Age. Фронтмэн Foo Fighters присоединился к группе в октябре 2001, после того, как ему позвонил Джош Хомме с которым он был знаком с 1992 года, когда Омм ещё был гитаристом Kyuss. Грол заметил, что давно не играл на ударных и добавил, что быть фронтменом группы — утомительно. Первый концерт Дэйва Грола с Queens of the Stone Age состоялся 7 марта 2002 года. Также в записи принимали участие Брэндон МакНиколь, Ен Траутман и Ник Оливери. До появления Троя Ван Льювена в группе был Джорди Уайт, который, так или иначе, сыграл роль радио диджея. Некоторые изменения пришли с появлением продюсера Эрика Валентайна, который до этого работал над альбомами Dwarves. Список завершает Марк Ланеган — участник Screaming Trees. Известно, что альбом включает в себя некоторые записи времён Наташи Шнайдер и Алана Джонса.

### Запись и выпуск
В сентябре 2002 года Джош Хомме объяснил цели группы при записи нового альбома:
Я думал об этом альбоме ещё со времён первого альбома; это не обязательно будет нечто приемлемое для радио, но как по мне - не это главное; главное - это разнообразие, я думаю, что этот альбом будем кульминацией всех трёх. Я всегда рассматривал наши три альбома так: первый отдалил нас от Kyuss, второй разнёс музыку по разным направлениям, а этот завёл нас несколько дальше.
Некоторые композиции, которые появились в альбоме, это переделанные работы ранее выпущенные The Desert Sessions. Планировалось, что альбом увидит свет 13го августа, но дату выпуска отложили на две недели.

### Выпуск и приём
Альбом Songs for the Deaf был прорывным для группы и принёс ей всемирное признание. Как и предшествующий, он получил множество позитивных отзывов. Entertainment Weekly назвал его «самым лучшим хард-рок альбомом». Splendid сказал:
В итоге, QOTSA повернули в другое направление в Songs for the Deaf. Это не метал времён твоего папы. Это лучше.
В списках Mojo альбом расположился на третьем месте, а в Playlouder и Spin — на четвёртом. В журнале Kerrang! Songs for the Deaf был под номером 1 в списке «Лучшие альбомы 2002». Музыкальный критик Стивен Хидн (Steven Hyden) назвал его лучшей хард-рок записью 21-го века.

## Список композиций
| №                   | Название | Автор(ы)                            | вокал                  | Длительность |
| ------------------- | --- | ----------------------------------- | ---------------------- | ------------ |
| 0.                  | «The Real Song for the Deaf» |                                     |                        | 1:33         |
| 1.                  | «You Think I Ain't Worth a Dollar, But I Feel Like a Millionaire»                                                                                 | Джош Омм, Марио Лалли               | Ник Оливери            | 3:12         |
| 2.                  | «No One Knows» | Джош Омм, Марк Ланеган              |                        | 4:38         |
| 3.                  | «First It Giveth» |                                     |                        | 3:18         |
| 4.                  | «A Song for the Dead» | Джош Омм, Марк Ланеган              | Марк Ланеган           | 5:52         |
| 5.                  | «The Sky Is Fallin'» |                                     |                        | 6:15         |
| 6.                  | «Six Shooter» |                                     | Ник Оливери            | 1:19         |
| 7.                  | «Hangin' Tree» | Джош Омм, Алан Джоханнез            | Марк Ланеган           | 3:06         |
| 8.                  | «Go with the Flow» |                                     |                        | 3:09         |
| 9.                  | «Gonna Leave You» |                                     | Ник Оливери            | 2:50         |
| 10.                 | «Do It Again» |                                     |                        | 4:04         |
| 11.                 | «God Is in the Radio» |                                     | Марк Ланеган           | 6:04         |
| 12.                 | «Another Love Song» |                                     | Ник Оливери            | 3:16         |
| 13.                 | «A Song for the Deaf» (Включает неполную версию «Feel Good Hit of the Summer», мотивы которой звучат в ритмическом смехе после 30 секунд тишины.) | Джош Омм, Ник Оливери, Марк Ланеган | Джош Омм, Марк Ланеган | 6:42         |
| 14.                 | «Mosquito Song» (Указан в трек-листе, но выпущен как скрытый трек)                                                                                |                                     |                        | 5:37         |
| 15.                 | «Everybody's Gonna Be Happy» (бонус-трек) | Рэй Дэйвис (Ray Davies)             |                        | 2:36         |
| Общая длительность: | Общая длительность: | Общая длительность:                 | Общая длительность:    | 1:03:36      |